# Щепачиха
Щепачи́ха — деревня в Павловском районе Нижегородской области. Входит в состав городского поселения рабочий посёлок Тумботино.

## География
Деревня расположена в лесной местности на северо-востоке Мещёрской низменности на первой надпойменной террасе реки Оки. Население деревни в старину занималось щепанием сосновой драни, за что деревня и получила своё название. В окрестностях деревни около живописного озера Искра находится дача известного режиссёра Никиты Михалкова.

## История
В окладных книгах 1678 года деревня входила в состав Бабасовского прихода, в ней было 20 дворов крестьянских и 3 бобыльских.
В XIX — первой четверти XX века деревня входила в состав Степаньковской волости Гороховецкого уезда Владимирской губернии, с 1926 года — в составе Фоминской волости Муромского уезда. В 1859 году в деревне числилось 70 дворов, в 1905 году — 93 дворов, в 1926 году — 150 дворов.
С 1929 года деревня являлась центром Щепачихинского сельсовета Павловского района Горьковского края, с 1936 года — в составе Горьковской области, с 2009 года — в составе городского поселения рабочий посёлок Тумботино.

## Население
| 1859 | 1897 | 1905 | 1926 | 2002 | 2010 |
| ---- | ---- | ---- | ---- | ---- | ---- |
| 324  | ↗512 | ↗582 | ↗766 | ↘256 | ↗285 |

## Инфраструктура
В деревне расположено отделение Почты России (индекс 606132). В мае 2010 года деревня была газифицирована.